# بيل هاميلتون
بيل هاميلتون (بالإنجليزية: Bill Hamilton)‏ هو سياسي أمريكي، ولد في 14 يوليو 1950 في بيوكانان في الولايات المتحدة. حزبياً، نشط في الحزب الجمهوري.